# Ильин, Геннадий Александрович
Геннадий Александрович Ильин (род. 11 сентября 1980, Чебоксары) — российский самбист, чемпион Европы, Мастер спорта России международного класса (2000), тренер-преподаватель по самбо высшей категории, Заслуженный тренер Чувашской Республики (2014).

## Биография
Воспитанник ДЮСШ Чебоксарского электроаппаратного завода. В 2002 году окончил Санкт-Петербургскую академию физической культуры (Кстовский филиал). С 2006 года тренер-преподаватель ДЮСШ «Спартак». С 2012 года одновременно работает тренером специализированной ДЮСШ олимпийского резерва по самбо и дзюдо в Чебоксарах. Один из его воспитанников — победитель Кубка мира, чемпион мира по пляжному самбо, мастер спорта России международного класса Максим Иванов.

## Спортивные результаты
- Первенство России по самбо среди юниоров 1998 года — ;
- Первенство России по самбо среди юниоров 2000 года — ;
- Первенство мира по самбо среди юниоров 2000 года — ;
- Чемпионат России по самбо 2004 года — 5;
- Чемпионат России по самбо 2006 года — .